# Yasuo Watanabe
Yasuo Watanabe (jap. 渡辺保夫 Watanabe Yasuo; ur. 21 lutego 1944 w prefekturze Gifu) – japoński zapaśnik walczący w stylu wolnym. Olimpijczyk z Tokio 1964, gdzie zajął piąte miejsce w kategorii 78 kg.
Brązowy medalista mistrzostw świata w 1965; szósty w 1966 roku.